# Blood Stone
Blood Stone ist ein 2010 erschienenes Third-Person-Computerspiel, angesiedelt im James-Bond-Universum. Es wurde vom britischen Entwicklerstudio Bizarre Creations entwickelt und durch Activision am 5. November 2010 veröffentlicht. Das Spiel erschien für die Plattformen Microsoft Windows, PlayStation 3 und Xbox 360 sowie in einer eigenen Version für den Nintendo DS.
Wird James Bond, dargestellt durch Daniel Craig, zunächst entsandt, um das Verschwinden eines Wissenschaftlers zu untersuchen, gilt es später zu verhindern, dass mithilfe seiner Forschungsarbeit hergestellte Biowaffen in Umlauf geraten. Im Laufe der Geschichte wird jedoch klar, dass im Hintergrund noch ein weitaus mächtigerer Gegner agiert. Der Titel erzählt eine eigene Geschichte in der James-Bond-Welt. Neben Craig standen mit Judi Dench sowie Rory Kinnear weitere Personen aus den Filmen Vorbild. Dazu kommt Joss Stone, die auch das Titellied beisteuert. Für die deutsche Version wurden die aus den Filmen bekannten Synchronsprecher engagiert.
Das Spiel erhielt gemischte oder durchschnittliche Bewertungen. Ein Nachfolger zur Fortführung des offenen Endes ist nicht erschienen. Blood Stone stellt das letzte Werk des verantwortlichen Studios Bizarre Creations dar, es wurde 2011 geschlossen.
Das nächste James-Bond-Computerspiel ist das 2012 erschienene 007 Legends, zuvor wurde im Jahr 2008 Ein Quantum Trost veröffentlicht, beide Spiele erzählen eine von Blood Stone unabhängige Geschichte.

## Handlung
Der Waffenhändler Greco plant im Jahr 2010 während des G20-Gipfels in Athen einen Anschlag auf die anwesenden Regierungschefs zu verüben. M, Leiterin des Geheimdienstes MI6, beauftragt den Geheimagenten James Bond mit der Vereitelung des Angriffs. Bond gelingt es nach einer Verfolgungsjagd durch den Hafen Greco zu stellen und schließlich einen Selbstmordattentäter mit der Bombe vom Erreichen des Ziels abzuhalten.
Kurz nach den Ereignissen in Athen wird Bond von M kontaktiert und über den Fall des Forschers Dr. Malcolm Tedworth in Kenntnis gesetzt. Dieser war bei den in London ansässigen Midhurst Laboratories beschäftigt, die unter anderem mit dem Verteidigungsministerium zusammenarbeiten. Zunächst wurde vermutet, er wäre bei dem Untergang seiner Jacht während eines Sturms ums Leben gekommen, doch dem MI6 erreichte ein anonymer Hinweis, dass er am Leben ist. Es sieht alles danach aus, als versuche Tedworth aktuell seine Forschungsdaten zu veräußern. Die Spur führt nach Istanbul. Kurz bevor Bond den Wissenschaftler in den Katakomben der Stadt erreicht, wird dieser von einem Gangster namens Bernin zu Tode gefoltert, um an das Passwort für seine verschlüsselten Forschungsdaten zu gelangen. Bernin flieht und Bond verfolgt ihn, doch kurz bevor er ihn erreicht, kann er die Daten noch an einen startenden Helikopter übergeben. Bond erfährt von Bernin den Namen des Käufers, Stefan Pomerov, ein russischer Geschäftsmann.
Bond reist zu Pomerovs aktuellem Aufenthaltsort nach Monaco. Sein MI6-Kontakt vor Ort ist die Agentin und Schmuckdesignern Nicole Hunter. Sie pflegt Beziehungen zu Pomerov und so lautet der Plan, dass sie sich aus geschäftlichen Gründen mit ihm trifft, während Bond sich auf die Suche nach den Unterlagen macht. Während ihres Treffens infiltriert er Pomerovs Büro und entdeckt in einem Safe einen Stapel Dokumente, ein Teil davon stellt sich als Rechnungen für verschiedene Chemieproduktionsgeräte raus. Pomerov hat erst kürzlich eine Chemiefabrik in Sibirien übernommen. Besorgniserregend ist die Tatsache, dass Tedworth an Gegenmitteln für Erreger wie Anthrax und Pocken für das Militär forschte und Pomerov nun mutmaßlich Zugriff auf diese Daten hat. Es liegt für den MI6 nahe, dass er diese als Waffe einsetzen möchte.
Bond erhält den Auftrag, in Pomerovs Fabrik einzudringen und zu untersuchen, ob er Zugriff auf Tedworths Unterlagen hat. Zur Tarnung hat Hunter erneut ein Meeting mit Pomerov arrangiert, während dieses im Gange ist, gelangt Bond zum Hauptcomputer und entdeckt hier die Daten von Tedworth. Um die Produktion der Biowaffen zu verhindern, zerstört Bond die Fabrik, doch Pomerov gelingt es, die Biowaffen per Zug zum Hafen zu schaffen. Bond nimmt die Verfolgung auf, doch Pomerov flieht in einem Wasserflugzeug. Dem Geheimagenten gelingt es mit einem Luftkissenboot zu ihm aufzuschließen und an Bord des Flugzeugs zu gelangen. Er tötet Pomerov und bringt das Wasserflugzeug samt den Biowaffen zum Hafen. Hier erfolgt die Übergabe an die russischen Behörden, die sich um die Vernichtung kümmern möchten.
Für den MI6 ist die Geschichte damit abgeschlossen, doch Bond lässt die Frage nicht in Ruhe, wer den anonymen Hinweis in Istanbul getätigt hat, der die Spur auf Tedworth gelenkt und zur Eliminierung von Pomerov geführt hat. Tedworth als Anrufer, wie ursprünglich vom MI6 vermutet, fällt raus, da dieser aufgrund seiner Gefangenschaft dazu nicht in der Lage gewesen wäre. Auf dem Mobiltelefon von Bernin befindet sich ein einziger eingehender Anruf, der von einer ausländischen Nummer stammt. Tanner identifiziert den Anrufer als Colonel Ping. Dieser ist bereit, Bond weitere Informationen bei einem Treffen in einem Aquarium in Phra Nakhon, Bangkok zu liefern.
In Bangkok gibt Ping an, dass Tedworth durch Rak, einem Wirtschaftssöldner, entführt wurde. Bevor Ping weitere Details nennen kann, wird er von einem Scharfschützen niedergestreckt. Erst zu Fuß und später per Fahrzeug verfolgt Bond den Attentäter durch die Straßen von Bangkok. Auf einer Brücke kommen beide von der Straße ab, der Attentäter kommt dabei ums Leben. Als Bond wieder bei Bewusstsein ist, erwähnt Tanner, dass Silk, ein alter Freund von Bond, unweit der Unfallstelle einen Club betreibt und ihm weitere Infos zu Rak liefern könnte. Silk schickt Bond zu einem Bootshaus am Chao Phraya, teilt jedoch Rak mit, dass Bond bei ihm auftauchen wird. Dort wird er von Rak außer Gefecht und in ein Gefangenenlager nach Burma verschleppt.
Gerade als Rak im Gefängnis mit der Folter von Bond beginnen möchte, erhält er einen dringenden Anruf und wird nach Bangkok beordert. Es gelingt Bond, sich zu befreien und mit einem Helikopter zu fliehen. Durch Beschuss von Raks Männern stürzt Bond im Dschungel in der Nähe eines Damms ab.
Bond bahnt sich seinen Weg durch die Dammanlage und kann Rak stellen. Kurz bevor Bond ihn erledigt, lässt er durchblicken, dass er nicht auf eigene Faust, sondern für jemand viel Mächtigeren als er selbst arbeitet.
Das Messer, mit dem Rak zuvor Bond im Gefangenenlager foltern wollte, identifiziert dieser durch den im Griff eingelassenen Diamanten als eine von Hunters Arbeiten und schließt daraus, dass sie in der Vergangenheit Geschäfte mit Rak gemacht hat und als Doppelagentin tätig ist. Er lässt das Messer zu ihr nach Monaco schicken. Als sie das Paket erhält, wird sie aufgeschreckt und versucht zu fliehen. Es gelingt Bond, der bereits vor ihrem Haus gewartet hat, sie nach einer kurzen Verfolgungsjagd zu stoppen. Hunter erwidert, dass sie das alles für jemand anderen getan hat. Sie spricht von einem sehr mächtigen Mann, der mehr Macht als der MI6 besitzt. Bevor sie weitere Details nennen kann, wird sie durch die Kugeln einer Drohne tödlich getroffen.

## Spielprinzip

### Einzelspieler
In der Einzelspielerkampagne übernimmt der Spieler die Rolle von James Bond in der Third-Person-Perspektive. Im Großteil des Spiels ist Bond zu Fuß unterwegs, beim Verfolgen von Zielpersonen übernimmt man ab und zu die Kontrolle über verschiedene Fahrzeuge, darunter befinden sich beispielsweise Sportwagen, die zum Teil auf realen Vorbildern basieren (Aston Martin DB5). Im Verlauf der Geschichte wird James Bond nach Athen, Istanbul, Monaco, Sibirien, Bangkok und Burma geschickt. Die Level sind jeweils linear angelegt.
Zum Eliminieren von Gegnern kann der Spieler auf ein umfangreiches Arsenal an Schusswaffen zurückgreifen, die in der Spielwelt auffindbar sind oder von getöteten Gegnern aufgenommen werden. Zur Auswahl stehen unter anderem verschiedene Pistolen, Gewehre, Schrotflinten etc., es können maximal zwei Waffen gleichzeitig getragen werden. Granaten werden durch Gegner eingesetzt, können jedoch nicht selbst aufgenommen und verwendet werden, es stehen jedoch Granatwerfer zur Verfügung. Abseits der Waffen ist auch eine Eliminierung im Nahkampf möglich, dies geschieht über einen einzelnen Tastendruck, wenn man sich in der Nähe eines Gegners befindet.
Als Gadget steht Bond ein Smartphone zur Verfügung. Mit diesem lassen sich kontextsensitiv verschiedene Aktionen wie das Deaktivieren von Kameras oder das Hacken von Computern durchführen, um die Aktion erfolgreich abzuschließen ist ein kleines Minispiel in Form eines Quick-Time-Events nötig. Das Smartphone kann auch verwendet werden, um Gegner, samt ihren ausgerüsteten Waffen, und die Position des Missionsziels in der Welt hervorzuheben. Durch das Smartphone lassen sich innerhalb der Level verstreute Geheimdaten finden und scannen, die weitere Hintergrundinformationen zur Geschichte preisgeben.
Einzelne Abschnitte in den verschiedenen Leveln lassen sich auch auf leise Art spielen. Hier gilt es sich an den Gegnern vorbei zu schleichen oder diese unentdeckt im Nahkampf oder mit schallgedämpften Waffen auszuschalten. Wird der Spieler in diesen Abschnitten von Gegnern bemerkt, lösen diese Alarm aus, der zu einer stärkeren Gegnerpräsenz im Level führt. Neben den Stealth-Abschnitten gibt es auch kurze Bereiche, in denen man, umgeben von Zivilisten, keine Gewalt einsetzen kann und die meist die Informationsbeschaffung zum Ziel haben.
Durch das Töten von Gegnern im Nahkampf wird jeweils einer von maximal drei Punkten für die Fähigkeit „Fokus-Zielen“ freigeschaltet. Bei Aktivierung dieser Fähigkeit lassen sich, abhängig von der Anzahl der zuvor im Nahkampf getöteten Feinde, bis zu drei Gegner markieren, die dann automatisch, ohne Zutun des Spielers, durch Bond ausgeschaltet werden.
Das Spiel verwendet ein Deckungssystem; hinter Wänden und kleinen Objekten lässt sich per Knopfdruck in Deckung gehen, zur Eliminierung von Gegnern kann aus der Deckung blind geschossen werden oder zum genauen Anvisieren hervorgeschaut werden. Mit Tastendruck kann zwischen verschiedenen Deckungen gewechselt werden.

### Mehrspieler
Neben dem Einzelspielermodus verfügt das Spiel auch über eine Mehrspielerkomponente. Hier spielt man in Runden mit bis zu 16 Spielern in den drei genreüblichen Spielmodi „Team-Deathmatch“, „Ziel“ (entspricht „Capture the Flag“) und „Last Man Standing“. In den ersten beiden Spielmodi treten die Spieler, eingeteilt in zwei Teams, als MI6-Agenten und Söldner, gegeneinander an, im Letzteren spielt jeder Spieler gegen jeden. Die Karten sind an die Level aus der Kampagne angelehnt.
Die Server zum Onlinespielen sind inzwischen abgeschaltet. Mit Spielern im gleichen Netzwerk hat man weiterhin die Möglichkeit den Mehrspieler-Modus zu spielen.

## Entwicklung und Veröffentlichung
Das Spiel wurde vom britischen Studio Bizarre Creations für die Plattformen Microsoft Windows, PlayStation 3 und Xbox 360 entwickelt, eine angepasste Version für den Nintendo DS, um der im Vergleich zu den anderen Plattformen schwächeren Hardware Rechnung zu tragen, stammt vom US-amerikanischen Studio n-Space.
Die Geschichte des Spiels stammt aus der Feder von Bruce Feirstein, der bereits die Handlung mehrerer James-Bond-Filme und -Spiele geschrieben hat. Das Spiel erzählt eine eigene Geschichte, es ist eines der wenigen James-Bond-Computerspiele ohne Film- oder Buch-Vorlage.
Ein erster Hinweis auf ein Neues, durch Bizarre Creations entwickeltes James-Bond-Spiel, kam Anfang 2009 durch Activision im Rahmen eines Earning Calls.
Im April 2010 ist der Name des Spiels durch einen Eintrag im britischen Onlineshop von HMV durchgesickert, wenige Tage später registrierte Activision die zum Spiel gehörige Domain bloodstonegame.com.
Am 16. Juli 2010 kündigte Publisher Activision Blood Stone schließlich offiziell an.
Am 23. Oktober 2010 wurde die Veröffentlichung in Europa für den 5. November 2010 bestätigt. In Nordamerika erschien das Spiel bereits am 2. November 2010, in Australien am 3. November 2010.
Am Veröffentlichungstag von Blood Stone wurde von Activision ein weiteres James-Bond-Computerspiel, das durch den britischen Entwickler Eurocom entwickelte GoldenEye-007-Remake, veröffentlicht.
Auch wenn die Geschichte mit einem Cliffhanger über den mysteriösen Gegner im Hintergrund endet und im Abspann des Spiels mutmaßlich ein weiterer Teil angekündigt wird („James Bond will return…“), erschien keine Fortsetzung. Das nächste James-Bond-Computerspiel ist das 2012 erschienene 007 Legends, das die Handlung von Blood Stone nicht fortführt, sondern die Geschichten von sechs James-Bond-Filmen erzählt.

### Musik und Synchronisation
Der Soundtrack stammt von Richard Jacques. Der Titelsong I’ll Take It All wurde von Joss Stone und Dave Stewart geschrieben und interpretiert.
Für die Charaktere standen die bekannten Darsteller der James-Bond-Filme Vorbild, darunter Daniel Craig als James Bond und Judi Dench als MI6-Leiterin M. Bond-Girl Nicole Hunter wird durch Joss Stone dargestellt. In der deutschen Version des Spiels wurden die aus den Filmen bekannten Synchronsprecher verpflichtet, Dietmar Wunder vertont so James Bond und Gisela Fritsch Judi Dench.
Craigs Stuntdouble Ben Cooke wurde für das Motion Capturing des Spiels einbezogen.
| Rolle         | Englischer Sprecher und Darsteller | Deutscher Sprecher |
| ------------- | ---------------------------------- | ------------------ |
| James Bond    | Daniel Craig                       | Dietmar Wunder     |
| Nicole Hunter | Joss Stone                         | Nora Jokhosha      |
| M             | Judi Dench                         | Gisela Fritsch     |
| Tanner        | Rory Kinnear                       | Frank Schaff       |
| Ping          | David K. S. Tse                    |                    |
| Rak           | James Goode                        |                    |
| Pomerov       | Laurentiu Possa                    |                    |
| Greco         | Luis Soto                          |                    |
| General       | Peter Polycarpou                   |                    |
| Bernin        | Ramon Tikaram                      |                    |
| Silk          | Richard Dillane                    |                    |
| Tedworth      | Timothy Watson                     |                    |

### Technik
Als Engine kommt eine Eigenentwicklung aus dem Hause zum Einsatz, die bereits auch im letzten von Bizarre Creations entwickelten Third-Person-Shooter, dem 2008 veröffentlichten The Club, eingesetzt wurde.

## Rezeption
Metacritic aggregiert für alle Plattformen gemischte oder durchschnittliche Bewertungen. Die Versionen für Microsoft Windows (63/100), PlayStation 3 (65/100) und Xbox 360 (62/100) werden schlechter bewertet als die Version für den Nintendo DS (70/100).
Die Grafik wird überwiegend als ansehnlich wahrgenommen, der Detailgrad in den Leveln ist ansprechend. Bemängelt werden jedoch die zum Teil niedrig aufgelösten Texturen.
Durch den Einsatz der bekannten Darsteller und Synchronstimmen aus den Filmen vermittelt das Spiel zum gewissen Grad das typische „Bond-Feeling“. Gelobt wird auch die musikalische Untermalung von Richard Jacques sowie der Titelsong von Joss Stone.
Die Charaktere im Spiel fangen das Aussehen der Vorbilder aus den Filmen gut ein, jedoch wirkt ihre Mimik steif, sie erscheinen gefühlsarm. Die Performance der Sprecher wird kritisiert, die vertonten Dialoge wirken, sowohl im Englischen als auch im Deutschen, emotionslos.
Das Fahrverhalten ist einfach gehalten und erreicht nicht die Qualität früherer Bizarre-Creations-Produktionen, wie die hochgelobte Project-Gotham-Racing-Reihe oder Blur. Die Inszenierung der Fahrsequenzen ist eine große Stärke des Spiels, kann jedoch dazu führen, dass man als Spieler den Überblick verliert. Alle ausgelösten Ereignisse sind fest vorbestimmt und in jedem Durchlauf identisch, es gibt keine dynamischen Events während der Fahrten, dadurch ist es aber auch möglich, jeden dieser Abschnitte durch stumpfes Auswendiglernen zu meistern. Das grundlegende Streckendesign wirkt stimmig. Die Level sind linear gehalten und auch ein Einholen des verfolgten Ziels ist vor einem festgelegten Punkt im Level nicht vorgesehen. Für Eurogamer sind diese Sequenzen „[…] spielerisch nur eine Stufe über den frühen CD-ROM-Spielen, die einen Film abspielten […]“.
Neben den eingestreuten Verfolgungsjagden sorgen die unterschiedlichen Missionen, die neben Schießeinlagen auch ruhigere Abschnitte sowie Schleichpassagen bieten, für eine gelungene Abwechslung. Wie die Fahrsequenzen sind auch diese Level zum Großteil streng linear angelegt.
Die GameStar hält die Geschichte für „dürftig“ und betrachtet das Engagieren des Schreibers Bruce Feirstein „[…] eher für einen Marketing-Gag.“. 4Players bezeichnet die Handlung als „solide“. Negativ wird empfunden, dass im Verlauf immer wieder neue Gegenspieler eingeführt werden, die dann bereits wieder nach kurzer Zeit ersetzt werden. Die Angabe zur Spielzeit durch die Presse schwankt zwischen vier und acht Stunden, wird aber allgemein als kurz gewertet.
Auf den drei unteren Schwierigkeitsgraden wird das Spiel als zu einfach empfunden. Im Nahkampf lassen sich Gegner mit nur einem einzelnen Tastendruck eliminieren, Schusswaffen sind sehr präzise und verfügen darüber hinaus über eine Zielhilfe. Durch Nutzung von Bonds Smartphone lassen sich jederzeit alle Gegnerpositionen im Level einsehen. Mit „Fokus-Zielen“ wird das Töten von Gegnern weiter vereinfacht. Der höchste Schwierigkeitsgrad löst einige dieser Probleme, dieser kann jedoch im ersten Spieldurchlauf nicht ausgewählt werden, zum Freischalten muss das Spiel zuvor bereits ein erstes Mal durchgespielt werden. Die GamePro resümiert, dass dem Spieler viele Hilfestellungen angeboten werden, da man „[…] mit einer Marke wie James Bond […] schließlich möglichst viele Spielefans erreichen […]“ möchte.
Neben dem Smartphone fehlen die für viele James-Bond-Filme typischen Q-Gadgets. 4Players merkt an, dass dies aber eher den Craig-Ära-Bond-Filmen geschuldet ist, die insgesamt weniger auf Gadgets setzen als die älteren Filme.
Die künstliche Intelligenz der Gegner macht einen schlechten Eindruck, durch die schiere Masse an Feinden fungieren diese eher als Kanonenfutter.
Aufgrund diverser Gameplay-Elemente zogen Tester den Vergleich mit Titeln wie Uncharted 2 (Deckungssystem) und Splinter Cell: Conviction („Fokus-Zielen“).
Der Mehrspieler-Modus wird als austauschbar beschrieben. Mit nur drei verfügbaren Spielmodi biete er insgesamt wenig Inhalt und hat auch sonst nichts, was ihn von anderen Spielen abhebt.